# Nancy Drew Dossier: Resorting to Danger
Nancy Drew Dossier: Resorting to Danger es un juego de aventuras para PC, desarrollado y publicado por Her Interactive. En el juego, la detective Nancy Drew es enviada al Centro de Rejuvenecimiento Redondo para determinar quién ha estado colocando una serie de bombas no letales pero que causan daños alrededor del complejo. El jugador debe completar una serie de minijuegos, que incluyen desafíos de objetos ocultos, juegos de combinación y rompecabezas, además de realizar tareas en el complejo e interrogar a los huéspedes. El juego presenta seis finales posibles, dependiendo de las respuestas del jugador a las preguntas anteriores en el juego.
El juego fue lanzado en Estados Unidos el 25 de agosto de 2009 y el 11 de junio de 2010 en Francia, como la segunda entrega de la serie Nancy Drew Dossier. Recibió críticas generalmente favorables de los críticos, elogiando la mayoría de los minijuegos, así como la concisión del lanzamiento, aunque algunos expresaron críticas sobre minijuegos individuales.

## Trama
El juego se desarrolla en el Centro de Rejuvenecimiento Redondo, un spa de lujo donde una persona desconocida ha estado detonando una serie de bombas. Aunque las bombas no son mortales hasta el momento, y el gerente ha ocultado con éxito la noticia para evitar asustar a los huéspedes, liberan material sucio y le preocupa que los huéspedes pronto se asusten. Llama a Drew para que investigue los bombardeos mientras se hace pasar por la nueva asistente del spa. Para resolver el misterio, Drew deberá explorar las distintas habitaciones del complejo, incluyendo las habitaciones de los huéspedes, mientras también realiza tareas relacionadas con el spa. El spa cuenta con una «Sala de la Jungla» para baños de barro, una «Sala Zen» con muebles orientales, la zona de recepción, el sótano y una suite con dormitorios.

## Jugabilidad
A diferencia de la mayoría de los juegos Nancy Drew de Her Interactive, Resorting to Danger está diseñado para ser más informal y más rápido de completar. IGN estima que el juego lleva seis horas, mientras que Adventure Gamers informa que la duración del juego es de entre cinco y seis horas. Hay 32 niveles y seis finales posibles, y el culpable cambia según el invitado del que sospeche el jugador, aunque la mayoría de los demás aspectos del juego no son aleatorios. El jugador recibirá puntos según la velocidad y precisión con la que se completen los minijuegos; una cantidad suficiente de puntos otorga la calificación de «ojo privado máximo» que desbloquea arte exclusivo y bloopers durante los créditos. Al completar el juego, los jugadores también desbloquean un modo «arcade» donde podrán volver a jugar la mayoría de los minijuegos. El juego no tiene una opción para guardar manualmente, por lo que los jugadores no tienen la opción de volver a jugar los niveles sin reiniciar.
Aunque se promocionó como un juego de objetos ocultos, un título con el que algunos jugadores estuvieron de acuerdo, otros argumentaron que sería más apropiado clasificarlo como un juego de aventuras, debido a su mecánica y la prevalencia de rompecabezas que no eran de objetos ocultos. Para explorar el spa y utilizar objetos, el jugador hace clic en varios objetos y los combina entre sí o con una de varias opciones de acción, como «tirar», «girar», «sacudir» o «rascar». Para avanzar en la historia, el jugador debe completar una serie de rompecabezas y minijuegos basados en varias tareas alrededor del resort, como contestar el teléfono y realizar tratamientos faciales usando cremas, barro y frutas en las caras de los huéspedes en el orden correcto. La mayoría de los rompecabezas implican mecánicas del tipo «encontrar un par» en las que el jugador debe colocar los objetos donde pertenecen. Otros rompecabezas son rompecabezas o requieren que el jugador desarme una bomba reorganizando los circuitos. En un minijuego recurrente, el jugador debe rotar bolas de tres colores para que los colores coincidan. Dos minijuegos requieren que el jugador guíe a Drew a través del laberinto del jardín del complejo. El último juego centrado en el jardín requiere que el jugador combine elementos con estatuas basadas en la historia y la mitología griegas. En dos minijuegos adicionales que no son necesarios para progresar pero ofrecen la posibilidad de obtener puntos de bonificación, los jugadores deben atrapar ratas y cucarachas mientras corren por la pantalla.

## Desarrollo

### Personajes
- Nancy Drew - Nancy es una detective aficionada de dieciocho años de la ciudad ficticia de River Heights en Estados Unidos. Ella es el único personaje jugable en el juego, lo que significa que el jugador debe resolver el misterio desde su perspectiva.
- Cassidy Jones - Cassidy Jones es la recepcionista del Redondo. A él le desagrada muchísimo su trabajo y eso está empezando a notarse en su trabajo.
- Nick Bleski - No hay nada que Nick Bleski no haría por dinero. Lo cual es perfecto, teniendo en cuenta que su trabajo como director general de Redondo exige que gane el máximo dinero posible.
- Sra. Montague - Como una de las clientas más ricas de los Redondo, la Sra. Montague siempre consigue lo que quiere.
- Helfdan Helgason - Helfdan Helgason es un genio que crea ungüentos, cremas y líquidos cosméticos exclusivos para Redondo.
- Jasmine Ivy - Jasmine Ivy es una actriz muy respetada que participa en el «juego» de Hollywood y pasa por Redondo para «rejuvenecer» su apariencia. Naturalmente, no querría que nadie supiera sobre sus tratamientos.
- Joanna Brown - Redondo mantiene a la conserje Joanna Brown, quien vive en la sala de la caldera con sus ratas mascotas, encerrada de manera segura durante el día, lejos de sus clientes.

### Elenco
- Nancy Drew / Chismosa del jardín - Lani Minella
- Helfdan Helgason / Cassidy Jones / Operador de centralita - Mark Waldstein
- Nick Bleski / Operador de la centralita - Matt Shimkus
- La señora Montague / chismosa del jardín / telefonista - Samara Lerman
- Joanna Brown / Chismosa del jardín / Llamadora de la centralita - Amy Broomhall
- Hiedra jazmín / Chismosa del jardín / Llamadora - Adrienne MacIain
- Llamador - Brandon Vaughan[6]

## Lanzamiento
El juego fue lanzado por Her Interactive para PC el 25 de agosto de 2009. Se agregó a la tienda web Steam el 19 de noviembre de 2009. Con su lanzamiento, marcó el segundo juego de la serie Dossier, después de Lights, Cameras, Curses del año anterior. El 11 de junio de 2010 se lanzó una edición francesa del juego, bajo el nombre de Beauté sous Tension («Belleza bajo presión»). El juego tiene una clasificación ESRB de E10+ por violencia leve, particularmente en las escenas animadas y algunos diálogos amenazantes.
Tras su lanzamiento, el juego recibió críticas generalmente favorables de acuerdo con el sitio web agregador de reseñas Metacritic. Anise Hollingshead, que escribe para GameZone, elogió los minijuegos por estar más desarrollados e integrados en la historia que los de Lights, Camera, Curses, aunque opinó que las opciones de diálogo en las conversaciones con los invitados eran demasiado obvias y sin sentido. Hollingshead le dio al juego una puntuación general de ocho sobre diez y declaró que «¡Todos en la familia pueden pasar un buen rato en el Redondo Spa!». Una reseña de Ryan Casey para Just Adventure elogió la trama del juego y el nivel de dificultad de los minijuegos, dándole al juego una calificación de letra «A» y considerándolo mejor que algunos de los juegos que no son de Dossier Nancy Drew. En su reseña de la edición francesa, Gamekult elogió la apariencia del juego y algunos de sus muchos minijuegos, pero criticó muchos de los otros por no ser interesantes, y también consideró que el juego era demasiado fácil y su duración demasiado corta; el sitio web finalmente le otorgó al juego una puntuación de tres sobre diez, lo que significa «malo». Una reseña de My Gamer elogió la mayoría de los minijuegos, así como la duración y el modo arcade, pero también argumentó que el juego presentaba un diálogo excesivo y criticó el minijuego del jardín de mitología griega por consumir mucho tiempo y requerir un conocimiento externo excesivo. Common Sense Media le otorgó al juego cuatro estrellas de cinco, elogiando los minijuegos como divertidos, aunque innovadores, y los desafíos de objetos ocultos como más complejos que los que se encuentran en otros juegos.